# San José de Miranda
San José de Miranda es un municipio de Colombia, situado en el departamento de Santander. El municipio limita al sur con los municipios de Capitanejo y Covarachía (departamento de Boyacá) y al norte con Málaga, y con los municipios de Enciso y Molagavita por el este y el oeste.
San José de Miranda se halla localizado en la zona sur oriental del Departamento de Santander, en la Provincia de García Rovira a 6 grados 39´ latitud norte y a 72 grados 49´ longitud oeste, según el Ecuador y el meridiano de Greenwich que rige para Colombia.

## Toponimia
Este municipio lleva el nombre de JOSÉ en honor de san José, ya que las actividades de su fundación se iniciaron en marzo, fecha en que se celebra la fiesta de este santo, quien también fue nombrado patrono del nuevo municipio.  El fundador propuso el nombre de San José de Suárez en honor del ilustre presidente Marco Fidel Suárez, gran católico y defensor de la iglesia a quien el presbítero admiraba mucho.  La asamblea de vecinos al oír la propuesta gritó a viva voz “Miranda, Miranda…”.  Ante la emoción de la comunidad, el padre Isidoro Miranda Morantes (1879-1943) acepta la postura de su apellido en la denominación del municipio, pero después del nombre del santo así: SAN JOSÉ DE MIRANDA.

## Geografía
Descripción Física:
San José de Miranda se halla localizado en la zona sur oriental del Departamento de Santander, en la Provincia de García Rovira a 6 grados 39´ latitud norte y a 72 grados 49´ longitud oeste, según el Ecuador y el meridiano de Greenwich que rige para Colombia.
Límites del municipio:
El municipio limita de sur a norte con los municipios de Capitanejo,
Covarachía (Boyacá) y Málaga,  y con los municipios  de Enciso y Molagavita por el oriente y occidente.

## Educación
En el municipio se encuentra el  Seminario Mayor Hispano Misionero de la Diócesis de Málaga-Soatá el cual se encarga de formar sacerdotes santos, sabios y misioneros para el mundo.

## Economía
La economía de Miranda gira en torno a la producción agropecuaria existente en la región.  Debido al exceso de minifundio se ha tornado en hogareña y sólo se produce para atender  el grupo familiar, donde niños, adultos y viejos trabajan para el sustento y mantenimiento de la finca. 
El término minifundio viene del latín minimus, muy pequeño;  minifundios, fundo.  Además de la producción agropecuaria existen algunas industrias que explotan el barro para la elaboración de ladrillo y teja, y otras que producen cal apagada.  En Tierra Blanca existe la fábrica cestera o de canastos de caña brava.